# Brian George
Brian George (Jeruzalem, Israël, juli 1952) is een acteur die tientallen gastrolletjes heeft gespeeld in Amerikaanse televisieseries en films, vooral als personages die afkomstig zijn uit het Midden-Oosten.
Hij speelde onder andere in Seinfeld, Melrose Place en The 4400. Hij leende zijn stem aan personages uit computerspellen zoals Ultimate Spider-Man en Pirates of the Caribbean en onder andere de tekenfilms Captain Planet en M.A.S.K.

## Filmografie (selectie)
- Avatar: The Last Airbender (animatieserie) – Guru Pathik (stem)
- Batman: The Killing Joke (animatiefilm) – Alfred Pennyworth (stem)
- The Big Bang Theory (televisieserie) – Mr. Koothrappali
- Bob and Margaret (animatieserie) – Bob Fish (stem)
- Disney Infinity (computerspel) – Kapitein Barbossa (stem)
- Early Edition (televisieserie) – Ali Vichar
- Ellen (televisieserie) – Ranjit
- Epic Mickey 2: The Power of Two (computerspel) – overige stemmen
- Father of the Pride (animatieserie) – Chutney de olifant (stem)
- Hotel Transylvania (animatiefilm) – Levend harnas (stem)
- Kim Possible (animatieserie) – Duff Killigan, professor Ramesh (stem)
- Lord of the Rings: Conquest (computerspel) – Theodon, officier, oude Hobbit (stem)
- M.A.S.K. (animatieserie) – Ali Bombay, Lester Sludge (stem)
- The Penguins of Madagascar (computeranimatieserie) – Dierenarts (stem)
- Pirates of the Caribbean (computerspel) – Kapitein Barbossa (stem)
- The Secret Life of the American Teenager (televisieserie) – Shakur
- Seinfeld (televisieserie) – Babu Bhatt
- The Spectacular Spider-Man (animatieserie) – Aaron Warren, Miles Warren (stem)
- Star Wars: The Clone Wars (computeranimatieserie) – Ki-Adi-Mundi (stem)
- Star Wars: Tales of the Jedi (computeranimatieserie) – Ki-Adi-Mundi (stem)
- Weird Science (televisieserie) – Mr. Palate
- The Young and the Restless (televisieserie) – Taxichauffeur
- The Resident (televisieserie) – Tejan Pravesh